# Världen Cirkus

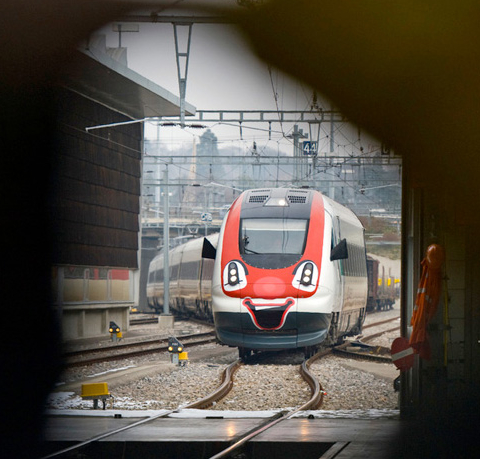
Här ser man ett schweiziskt tåg med clowndekor under cirkusfestivalen Monde du Cirque i Genève 2010

Världen Cirkus (World Circus, Monde du Cirque, Zirkuswelt) är ett schweiziskt ambulerande evenemang inriktat på temat cirkuskonst, skapat 1984 av Youri Messen-Jaschin. Evenemanget presenterar alla aspekter på cirkus,  ända från den äldsta förhistorien fram till de allra senaste formerna.

## Presentation
Eventet pågår mellan nio och tolv månader i varje stad. Det betyder åtskilliga tusental åskådare och bjuder på uppvisningar av akrobater, jonglörer, lindansare, fakirer, clowner, musiker, domptörer, illusionister, kända aktuella dansare, opera, illuminationer, luftakrobatik av skilda slag, cirkusparader, pantomim, från kosmiska  skådespel till allmän vetenskap, naturvetenskap och fysik som man kan lära den bara på cirkus.
Eventet engagerar mer än tusen konstnärer från Schweiz och hela världen. Med alla dessa uttrycksmedel skapas det en atmosfär av skönhet i staden och skapas stämning i ett helt år! Den viktigaste uppgiften för World Cirkus är att skapa nya väger inom kreativ konst och urbanism. Detta event erbjuder bland annat en möjlighet för ökat intresse och nyfikenhet bland invånarna för samtida skapande och modern teknik. Detta motiveras av den oåterkalleliga  utvecklingen av visuellt tänkande och gör invånarna mer närvarande i olika områden inom vetenskaplig kunskap, industriproduktion och visuellt skapande, liksom även inom praktiska, industriella och kulturella innovationer när det gäller kommunikation. Avsikten med hela arrangemanget är att vara ett rent humanitärt projekt.

### Böcker
- 1987 : Yakari, World Circus N°. 153
  - Yakari, Tout le monde du cirque à Lausanne N°. 153 ();
- 1989 : Le cirque à l'Affiche Editions Gilles Attinger - Hauterive | Switzerland | ISBN 2-88256-037-0
- 1991 : Lausanne palace History and chronicles (75 years of a prestigious hotel) Presses Centrales Lausanne SA, Lausanne/Switzerland ();
- Literatur - Unterhaltung () (1985 - 1989);
- 2010 : Le Cirque piste de lecture () Editor Municipal Library Geneva 2010
- 2010 : Le Chapiteau imaginaire ()(Editor Library Carouge);
- 2010 : A Horizontal Chinese scroll from the Yuan Dynasty (1279-1368) ()(Editor : Guy&Myriam Ullens Foundation Geneva) (ISBN 978-2-8399-0724-8);